# チカモリ遺跡

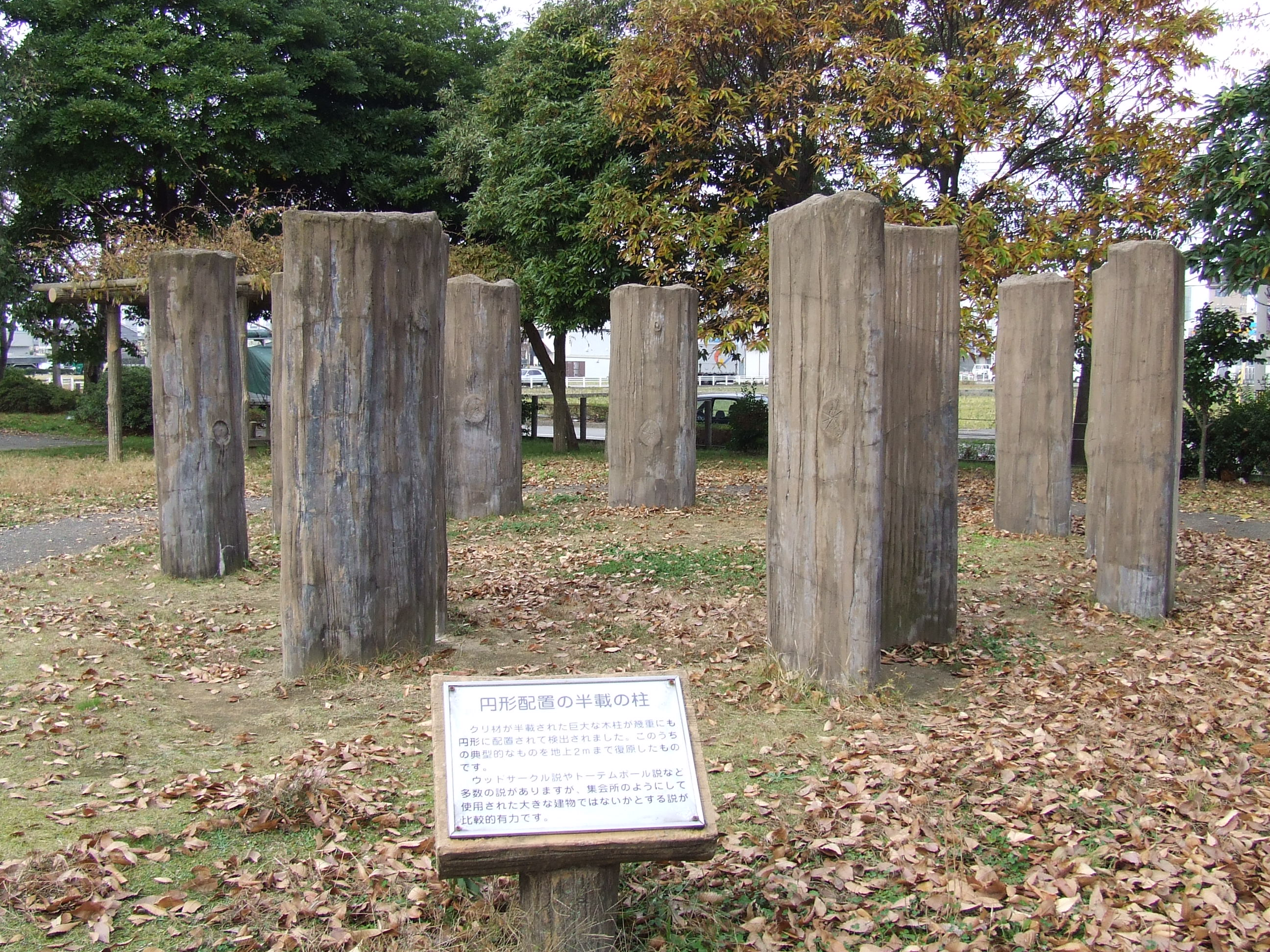
チカモリ遺跡公園の環状木柱列復元模型

チカモリ遺跡（チカモリいせき）は、石川県金沢市新保本町に所在する縄文時代後期から晩期の集落遺跡である。1987年（昭和62年）2月23日に国の史跡に指定された。また出土した大量の木柱基部（柱根）のうち、57点が1986年（昭和61年）3月22日に石川県指定有形文化財に指定されている。

## 概要
本遺跡は犀川の造り出した扇状地にあり、地下水が豊富にあるため木製品や植物遺存体が残されていた。1954年（昭和29年）から数回にわたり発掘調査が行われたが、1980年（昭和55年）の調査の際に掘立柱の環状木柱列（ウッドサークル）が発見された。

## 環状木柱列
当遺跡内では、巨大な木柱の下部部分（柱根）が総計349点検出されているが、環状木柱列は、直径約60センチメートルから90センチメートルのクリ材を縦に半截して断面カマボコ形の木柱を造り、切断面を外側に向けて直径約7メートルの環状に立て並べたもので、運搬に便利なように目途孔や紐かけ溝を開けている。通常の大型建物などとは異なるものであることから、その機能や用途については様々な説があるが、現在も確定していない。
環状木柱列は北陸地方を中心に全国で10数カ所見つかっており、同じ石川県の真脇遺跡でも発見されている。富山県の桜町遺跡も著名である。

## 展示施設
史跡公園として整備されており、木柱が復元されている。公園の横には附属資料館として金沢市埋蔵文化財収蔵庫があり、出土品が展示されている。

### 金沢市埋蔵文化財収蔵庫
- 開館時間：9時30分〜16時30分
- 休館日：月曜日・年末年始
- 料金：無料[4]

## 所在地・アクセス
- 石川県金沢市新保本5丁目
- 北鉄バス『新保本』バス停下車徒歩10分。